# Wienerwald-alagút
A Wienerwald-alagút egy normál nyomtávolságú, 15 kV 16,7 Hz áramrendszerrel villamosított vasúti alagút a bécsi Meidling és Tullnerfeld között Ausztriában, a Bécsi-erdő alatt. Az alagút része a 250 km/h-s nagysebességű vasútvonalnak, mely Bécs és Sankt Pölten között épült.
Az alagutat két oldalról kezdték építeni, egyik oldalon kettő egyvágányú alagútkapu, a másik oldalon pedig egy kétvágányú alagútkapu épült. Az alagút egy részét fúrópajzssal építették.

## Története
Az építkezés 2004-ben kezdődött; maga az alagút 2010 februárra lett kész. A vágányok fektetése csak ezután indult meg. Miután elkészült, ez az alagút lett Ausztria leghosszabb vasúti alagútja, mely része az új Westbahnnak. A forgalom 2012 december 9-én indult meg az alagútban.